# David Storey
David Malcolm Storey (Wakefield, Yorkshire, 13 de julio de 1933-Londres, 27 de marzo de 2017) fue un dramaturgo, guionista, novelista y jugador profesional de rugby a 13 británico. Ganó el Premio Booker en 1976 por su novela Saville, y el MacMillan Fiction Award por This Sporting Life en 1960.

## Biografía
Nació el 13 de julio de 1933 en Wakefield, en el West Riding de Yorkshire, al norte de Inglaterra, hijo de un minero de carbón, Frank Richmond Story, y Lily (nacida Cartwright) Story. Estudió en el Queen Elizabeth Grammar School de Wakefield y en el Slade School of Fine Art de Londres, donde se mantuvo a sí mismo jugando al rugby a 13 en el Leeds RLFC.
Entre sus obras como dramaturgo se encuentran The Restoration of Arnold Middleton, The Changing Room, Cromwell, Home y Stages. Entre sus novelas se incluyen Flight into Camden, que ganó el Premio John Llewellyn Rhys en 1961 y el Premio Somerset Maugham en 1963, y Saville, que ganó el Premio Booker en 1976; sus novelas Radcliffe y Pasmore fueron nominadas para el Premio Booker.
Escribió los guiones de This Sporting Life (1963), dirigida por Lindsay Anderson, adaptada de su novela del mismo título publicada en 1960, que había ganado el Macmillan Fiction Award. Esta película fue el comienzo de una extensa asociación profesional con Anderson, cuya versión para el cine de la obra teatral de Storey In Celebration se estrenó en 1975 como parte de una serie de 14 adaptaciones de obras de teatro al cine conocida como American Film Theatre. Sus obras teatrales Home y Early Days, con John Gielgud y Ralph Richardson como protagonistas, se convirtieron en telefilmes.
En 1956 se casó con Barbara Rudd Hamilton, con quien tuvo cuatro hijos. Barbara falleció en 2015, y Storey el 27 de marzo de 2017 en Londres a los 83 años de edad, a causa de la enfermedad de Parkinson y demencia. Le sobrevivieron dos hijos Jake y Sean; dos hijas, Helen y Kate; un hermano, Anthony; y seis nietos.

## Obras
- This Sporting Life (1960) (adaptada al cine en la película de 1963 This Sporting Life)[1]
- Flight into Camden (1961)[1]
- Radcliffe (1963)[1]
- The Restoration of Arnold Middleton (1967)[1]
- In Celebration (1969)[1]
- The Contractor (1970)[7]
- Home (1970)[7]
- The Changing Room (1973)[7]
- Pasmore (1972)[1] - ganadora del Geoffrey Faber Memorial Prize en 1973
- The Farm (1973)[1]
- Cromwell (1973)
- A Temporary Life (1973)
- Edward (1973)
- Life Class (1974)[1]
- Saville (1976) – ganadora del Premio Booker en 1976.[1]
- Mother's Day (1977)[12]
- Early Days (1980)[1]
- Sisters (1980)[13]
- A Prodigal Child (1982)[12]
- Present Times (1984)[12]
- The March on Russia (1989)[1]
- Storey's Lives: 1951–1991 (1992)
- A Serious Man (1998)[1]
- As it Happened (2002)[14]
- Thin-Ice Skater (2004)[1]